# Queso criollo
En México, el queso criollo es un tipo de queso semiduro elaborado con leche bronca de vaca. Su color varía de amarillento a anaranjado; su sabor es suave, ligeramente dulce y muy aromático; y su tacto es firme y blando, con numerosos agujeros («ojos») como el emmental o el gruyère, aunque algunos lo asocian más con el munster. Se trata de un queso gratinable, y uno de los pocos quesos amarillos hechos en México. Es una especialidad de la región alrededor del municipio de Taxco, al norte del estado de Guerrero.
Al parecer, existen otros quesos también llamados «criollos» en Argentina, Bolivia, Perú y otros países, aunque sobre ellos se dispone de información insuficiente. En Chiapas, existe un «queso criollo» sin relación alguna con el queso de Taxco. En este caso es un queso fresco, en cuya masa se incluyen jugo de tomate, chile jalapeño y cebolla. Se lo confunde con el queso asadero, ya que también funde bien.